# Varennes, Yonne
Varennes är en kommun i departementet Yonne i regionen Bourgogne-Franche-Comté i norra Frankrike. Kommunen ligger i kantonen Ligny-le-Châtel som tillhör arrondissementet Auxerre. År 2022 hade Varennes 330 invånare.

## Befolkningsutveckling
Antalet invånare i kommunen Varennes
| Referens: INSEE |